# Abtei Fontenay
Die Abtei Fontenay (lateinisch Fontanetum) ist ein im Jahre 1118 von Bernhard von Clairvaux gegründetes Zisterzienserkloster in Frankreich, das seit 1981 zum UNESCO-Weltkulturerbe gehört.

## Lage
Die Abtei von Fontenay, eine der bedeutendsten in Burgund, liegt im Département Côte-d’Or, etwa 60 Kilometer nordwestlich der Stadt Dijon, etwa sechs Kilometer von Montbard entfernt, in einem entlegenen, ursprünglichen Bachtal. Sie besitzt die älteste erhaltene Zisterzienserkirche. Die Lage entspricht der zisterziensischen Tradition, Klöster in entlegenen Tälern an einem Wasserlauf zu errichten. Da Fisch als Hauptbestandteil der Küche der Zisterzienser galt, gehören zu Teichen aufgestaute Bachläufe häufig zum Erscheinungsbild von Zisterzienserabteien. Durch die umgebende Wildnis konnte eine Ablenkung und Versuchung durch die weltlichen Geschäfte der Städte und Dörfer vermieden werden. Die Landstraße D 32, die von Marmagne nach Touillon führt, verbindet heute das ehemalige Kloster mit der Umgebung.

## Geschichte
Fontenay wurde im Jahr 1118 von Bernhard von Clairvaux als Tochterkloster (Filiation) der Primarabtei Clairvaux gegründet, aber erst 1130 an den jetzigen Ort verlegt. Der Bau ist ein Manifest der strengen zisterziensischen Romanik und entspricht weitestgehend dem Originalzustand. Fontenay entwickelte sich schnell zu einem führenden geistlichen Zentrum der Region: Die Mönche fertigten wertvolle Handschriften und erzielten Erfolge in der Medizin und Heilkunde des Hochmittelalters. Im 13. Jahrhundert wohnten Hunderte Mönche in Fontenay. Ludwig IX. verlieh Fontenay den Titel eines königlichen Klosters. Deshalb führt die Abtei die Lilie im Wappen. Bis ins 16. Jahrhundert währte die Blütezeit von Fontenay, danach ging die Anzahl der Mönche und Laienbrüder zurück. 1745 wurde das große Refektorium abgetragen und der Kapitelsaal verkleinert.
Mit der Französischen Revolution 1789 endete das Klosterleben: 1791 verließen die letzten neun Mönche Fontenay. Nach dem Verkauf richtete Élie de Montgolfier eine Papierfabrik in den Gebäuden der Abtei ein, die Basilika war zusehends von Verfall bedroht.
1906 kauften die wohlhabenden Gebrüder Edouard und René Aynard die gesamte Abtei und begannen mit der aufwändigen Restaurierung, die bis heute andauert.
Diesen Bemühungen ist es zu verdanken, dass Fontenay in seinem wiederhergestellten Zustand im Jahr 1981 von der UNESCO zum Weltkulturerbe erklärt wurde.
Im Jahr 1997 feierte Fontenay den 850. Jahrestag der Weihe seiner Klosterkirche.

## Aufbau
Die Abtei gliedert sich in die Bereiche der Basilika, des Klosters mit Dormitorium, Refektorium und Kapitelsaal, des Abtshauses, der Wirtschaftsgebäude und der klösterlichen Gärten.

### Basilika

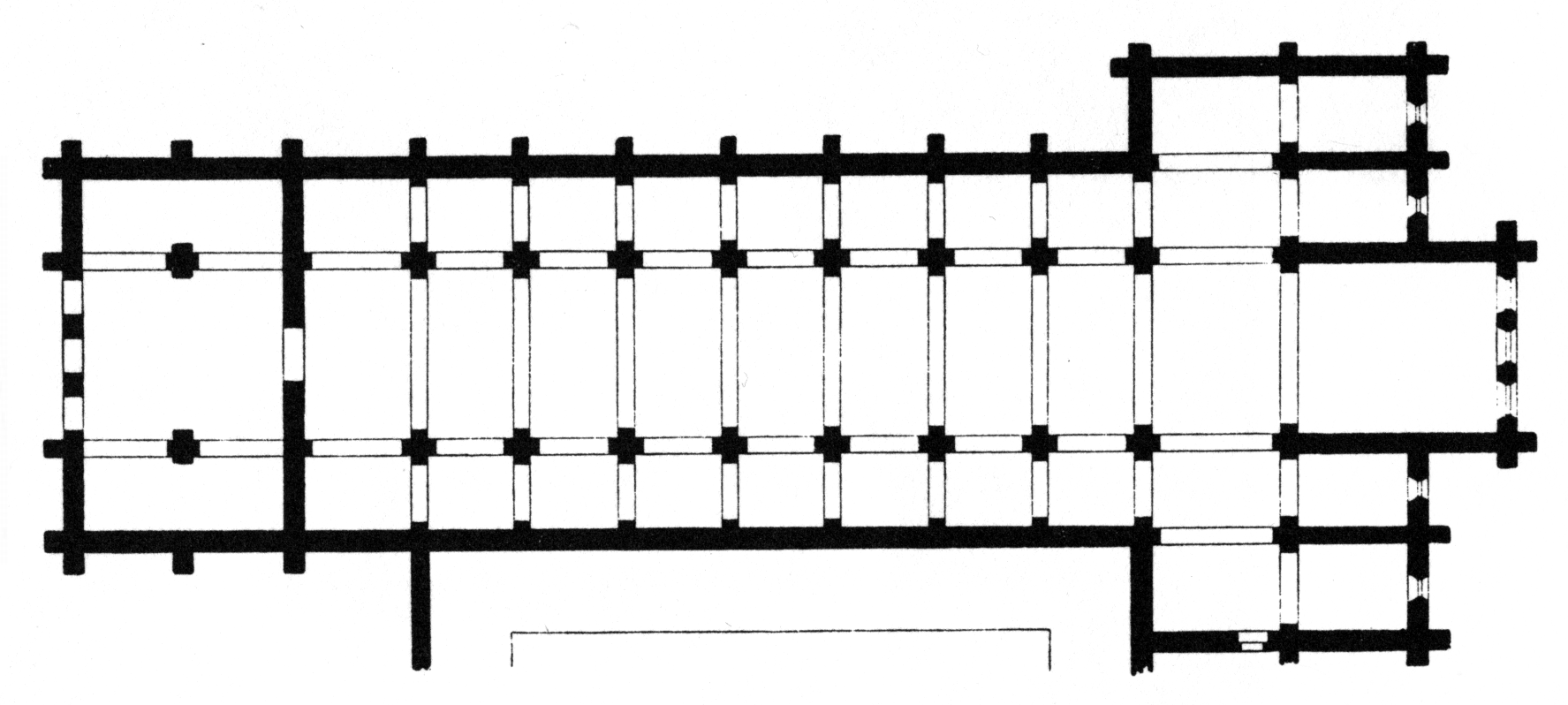
Grundriss der Abteikirche

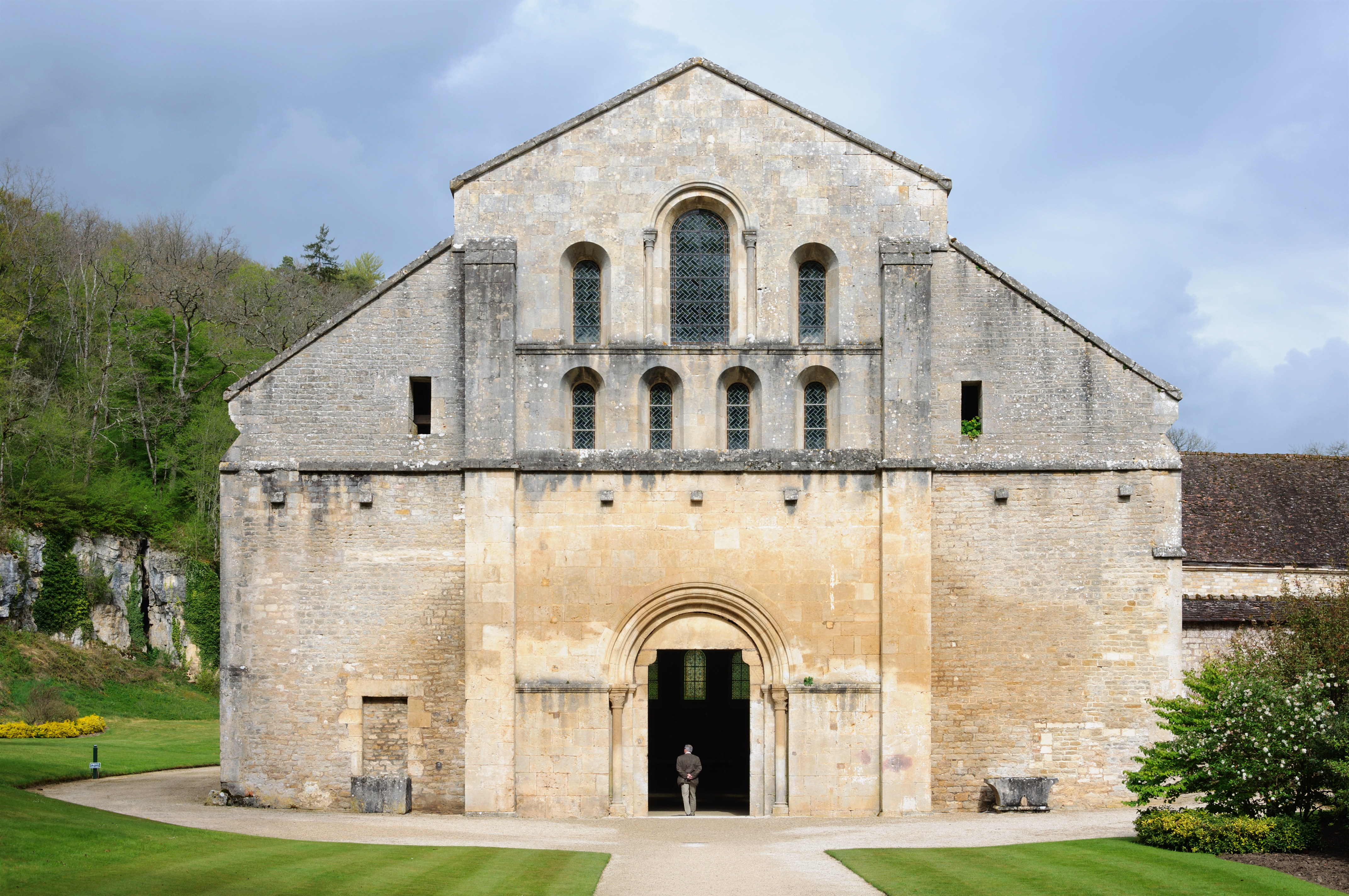
Westfassade der Abteikirche

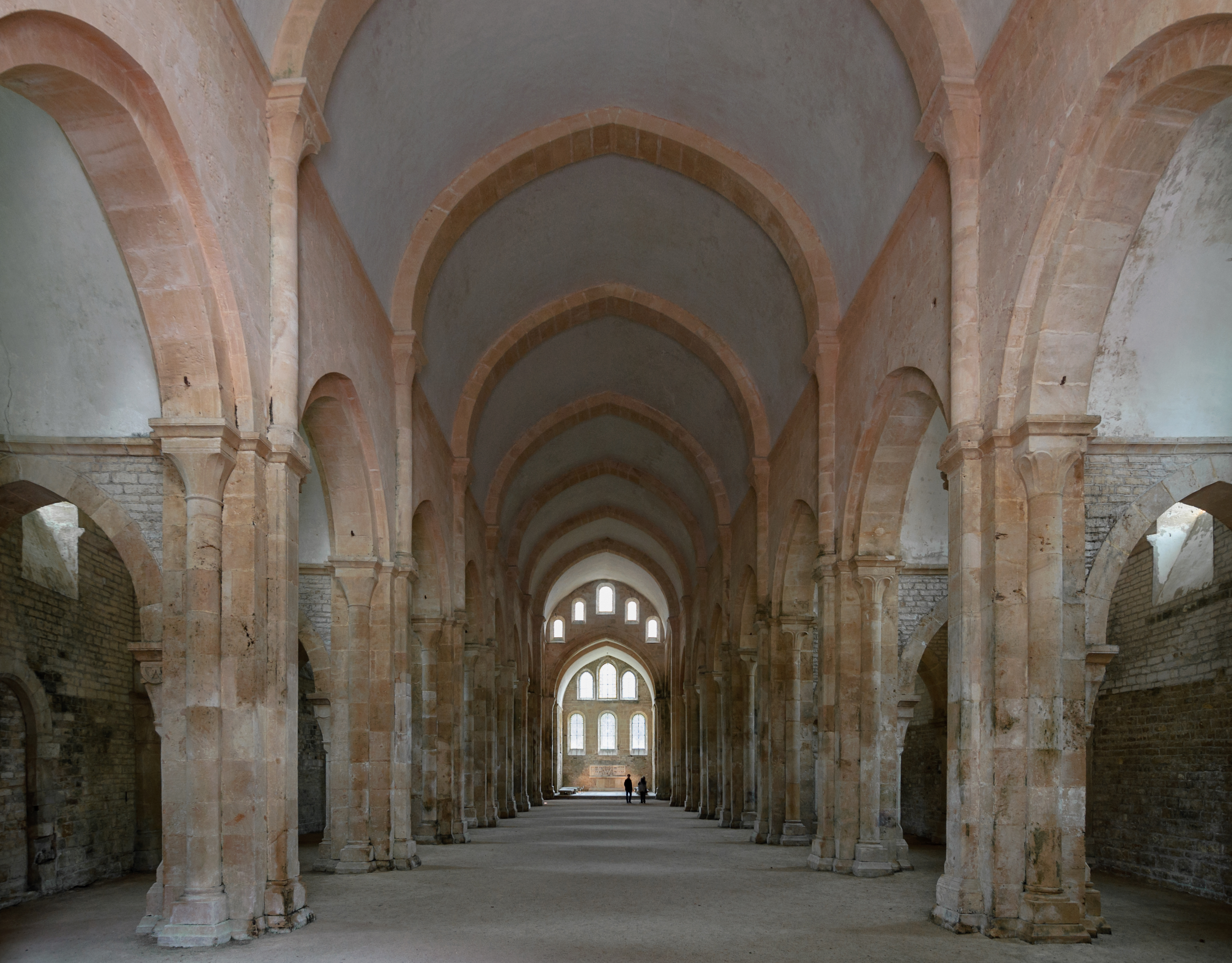
Inneres der Abteikirche

Mit dem Bau der Abteikirche wurde 1139 begonnen. Im Jahr 1149 wurde sie durch Papst Eugen III. geweiht. Seither hat die Basilika nur geringfügige Veränderungen erfahren.
Die Westfassade wird von sieben Rundbogenfenstern – der symbolischen Zahl der christlichen Tradition – durchbrochen, oben von drei, unten von vier Fenstern.
Dem Ordensideal folgend sind Zisterzienserkirchen in der Regel einfach, streng und klar. Die Satzungen des Ordens verboten Türme, nur Dachreiter und die kleine, in der Nacht zum Gebet rufende Glocke (matine) waren erlaubt. Figürlicher Kapitellschmuck, skulptierte Portale und Ornamentik waren ebenso untersagt wie buntfarbige Fensterverglasung. Darin stehen die Zisterzienser in schärfstem Gegensatz zur gleichzeitigen romanischen Baukunst, vor allem zu Cluny, und das machte sie später zu Mitverbreitern des gotischen Stils in seiner asketischen Version. Dieses Schema wurde später aufgelockert, und es wiederholte sich etwas, was in Cluny, dem Ausgangsort der Bewegung, ebenfalls bereits geschehen war: Die anfängliche Askese konnte nicht durchgehalten werden.
Die achtjochige Kirche ist 66 Meter lang (Cluny III war ungefähr dreimal so groß) und 16,7 Meter hoch. Zur Atmosphäre dieser Kirche passt es sehr gut, dass keinerlei Sitzbänke und ähnliches den Innenraum zustellen und dass es eigentlich auch keinen Fußboden gibt außer festgetretenem Lehm. Der originale Eindruck des 12. Jahrhunderts ist vollständig erhalten geblieben. Das Mittelschiff von Fontenay wird – wie in Cluny III – bis zum Chor von der burgundischen Spitztonne auf mächtigen Quergurten überwölbt.
Die Beleuchtung erfolgt durch die Seitenschiffe und die dichten Fenstergruppen an der Eingangswand, an den Chorwänden und an den Querschiffenden. Das Innere blieb entweder steinsichtig oder wurde verputzt und mit weißen Fugen bemalt, der einzigen zulässigen Farbe – auch die Gewänder der Zisterzienser waren ungefärbt. Die Kirche hat insgesamt 18 Fenster. Auch hierfür wird eine Zahlensymbolik in Betracht gezogen: Das Christusmonogramm hat den Zahlwert 18.
In der erhaben-schlichten, dreischiffigen Basilika steht die überlebensgroße Steinstatue der „Madonna von Fontenay“ aus dem 13. Jahrhundert. Sie zeichnet sich gegenüber älteren Madonnenfiguren durch eine enge Mutter-Kind-Beziehung aus; die Vertrautheit zwischen Jesus und Maria zeigt sich auch darin, dass der Jesusknabe mit dem Schleier seiner Mutter spielt – ein viel rezipiertes Motiv. Im Chor, der sich hinter den hohen Säulen erstreckt und der einst über eine kleine Empore verfügte, von der aus gehbehinderte Kranke den Gottesdienst verfolgen konnten, ohne die Stufen vom angrenzenden Krankensaal hinabsteigen zu müssen, sind Grabplatten burgundischer Adliger aus dem 13. Jahrhundert, der Blütezeit der Abtei, erhalten. Ebenfalls aus dem 13. Jahrhundert stammt der gotische Altar.

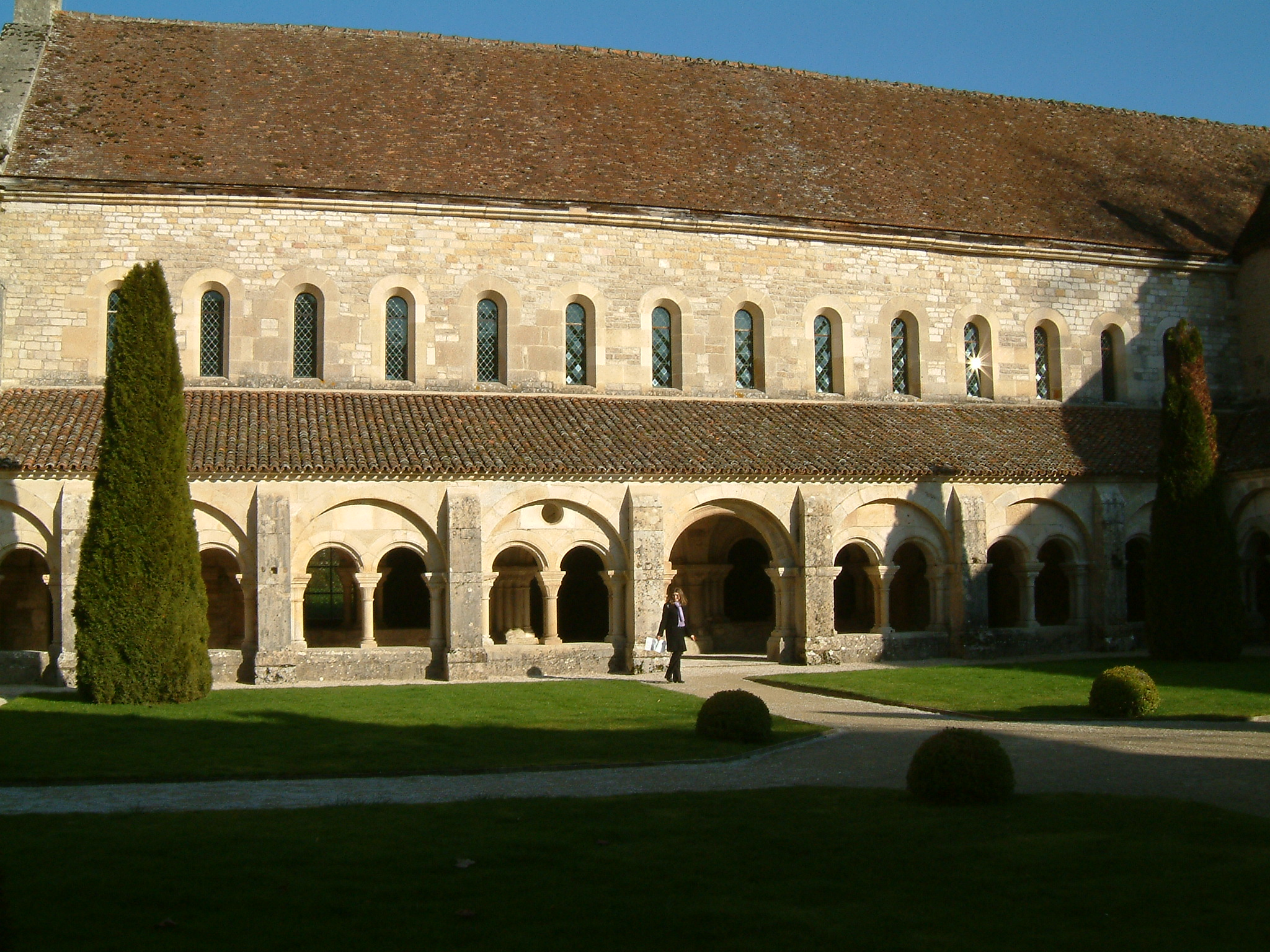
Abtei Fontenay: Kreuzgang, darüber das Dormitorium

### Dormitorium
Vom südlichen Querhaus aus gelangt man über eine Treppe nach oben in das Dormitorium, in den Schlafsaal der Mönche, der immer über dem Kapitelsaal liegt. Über eine schmale Treppe besteht ein direkter Zugang vom Schlafsaal zum Südquerhaus der Kirche, was für die nächtlichen Gottesdienste wichtig war. Das Dormitorium von Fontenay ist 56 Meter lang, das Gebälk ist aus Eichenholz und stammt noch von ca. 1450. Die Mönche schliefen in dem unbeheizten, schwach beleuchteten Raum auf Strohsäcken unter einer Wolldecke und waren kaum getrennt voneinander. Es bestanden nur zwei durch einen Mittelgang getrennte Reihen. Innerhalb dieser Reihen waren die Liegeplätze lediglich durch einfache, niedere Scheidewände getrennt.
Im Verlauf des Mittelalters wurden allerdings bei den Zisterziensern höhere hölzerne Trennwände zwischen die Betten gestellt; so entstanden offene Kabinen, die gegen den Mittelgang immerhin durch Vorhänge abgeschlossen waren, also wenigstens eine gewisse Privatheit erlaubten. Seit dem 15. Jahrhundert waren auch Türen mit Guckloch erlaubt. Die jüngeren Brüder schliefen zur Kontrolle häufig zwischen den älteren Brüdern. Der Abt sah nach, ob sich in den Betten kein Sonderbesitz befand, der gegen das Armutsgebot verstieß.

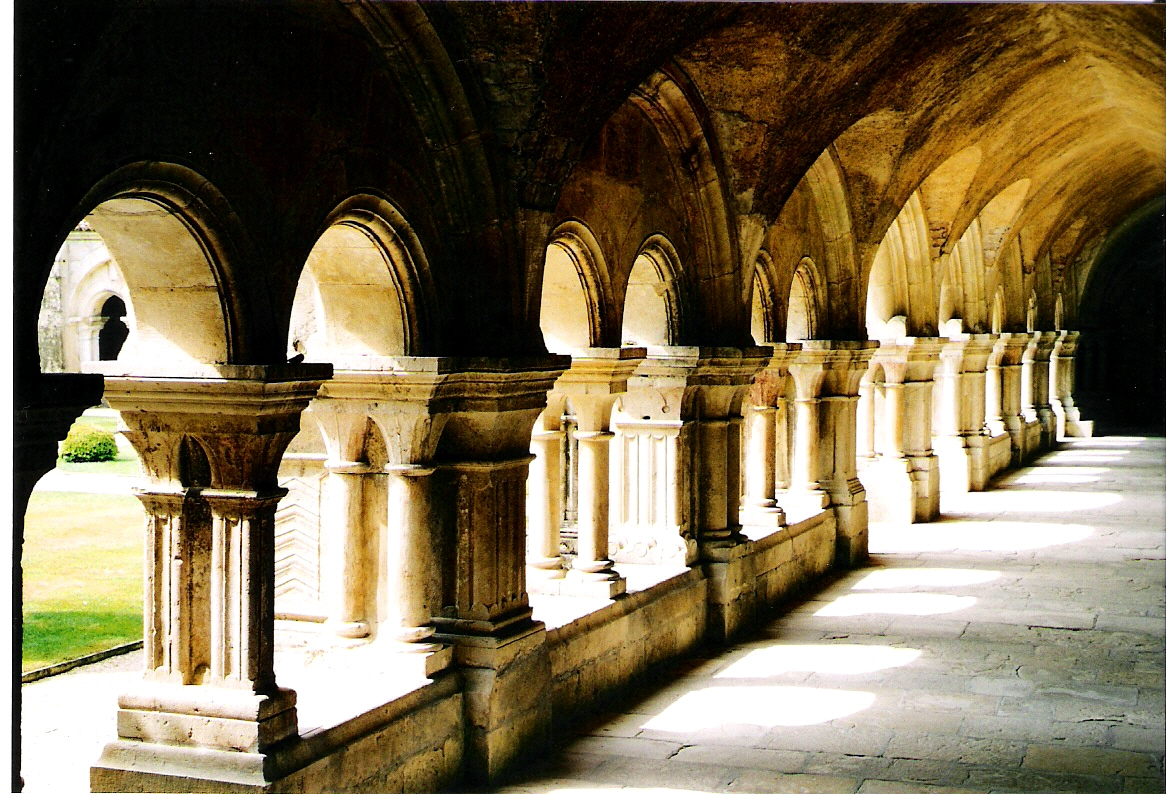
Abtei Fontenay, Kreuzgang innen

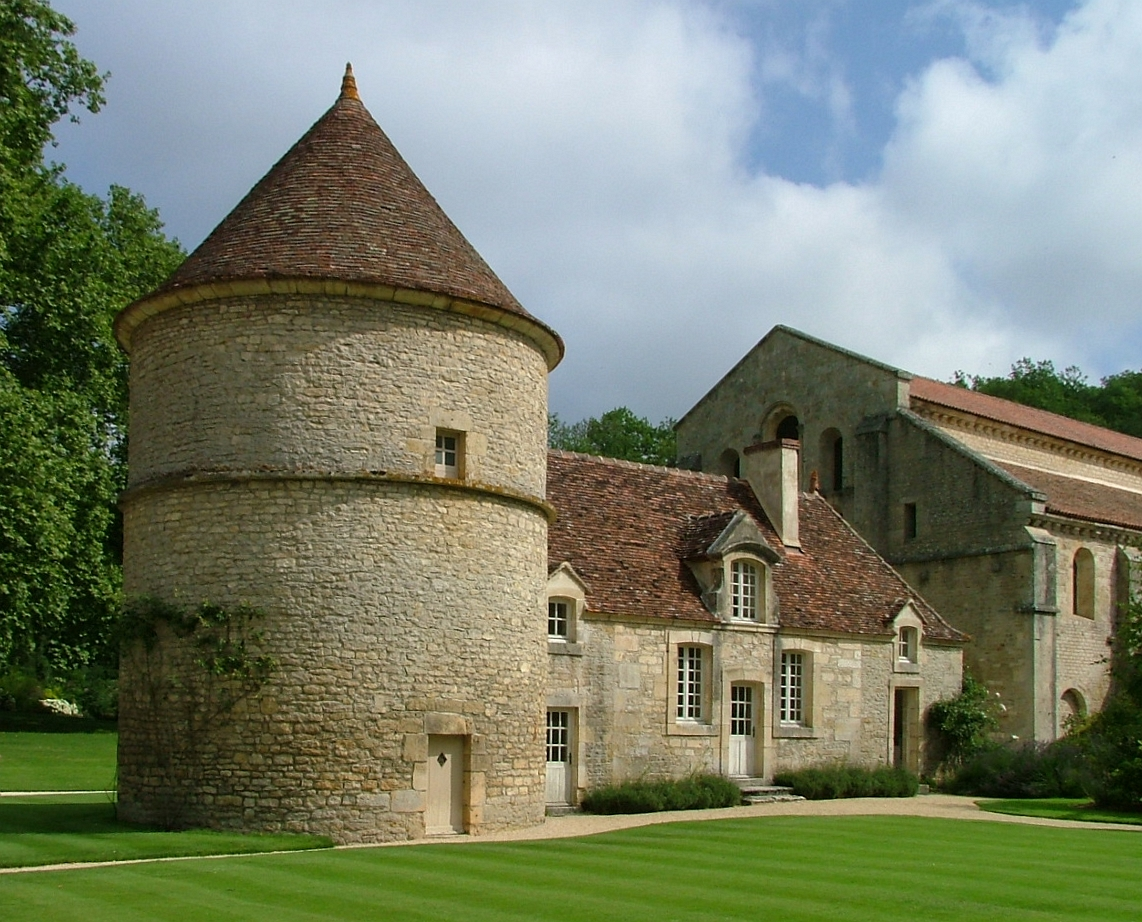
Abtei Fontenay, Taubenhaus

Anfangs war es üblich, dass nach der Benediktinerregel alle Mönche in einem Raum gemeinsam schlafen sollten, so dass das Dormitorium sehr groß werden konnte, manchmal größer als das Kirchenschiff. Später kam es deshalb zu Abweichungen dieser Regel, aber die Mönche verbrachten auch dann zumindest in Gruppen zu 10 oder 20 die Nacht. Meistens hatten die Schlafsäle zwei Zugänge, einen unmittelbar zum Querhaus der Kirche, den zweiten zum Klosterhof oder zu den Latrinen. Das Licht sollte bei alledem nie ausgehen – Dunkelheit erzeugt Angst und erschwert die Kontrolle.

### Weitere Teile der Anlage
Als Meisterwerk der Romanik gilt der Kreuzgang, der sich um einen begrünten Hof schließt. Er ist mit 38 × 36 m relativ groß und weist offene Arkaden auf, die durch schlanke Doppelsäulchen im Wechsel mit Pfeilern rhythmisiert werden. Der gesamte Kreuzgang besitzt zugespitzte Tonnengewölbe. Beachtenswert sind die exzellent bearbeiteten Kapitelle.
Der anschließende Kapitelsaal, in dem einst Rat und Gericht gehalten wurde und in dem die Geistlichen sich austauschten oder ihre Studien betrieben, kündigt durch einige Formen an Säulen und Fenstern bereits die Gotik an. Der einzig dauerhaft beheizte Raum des Klosters war der Chauffoir (Calefactorium, Wärmestube), den man hauptsächlich für Schreibarbeiten nutzte, da er über zwei gewaltige Kamine verfügt (neben denen in kleinen Nischen die Tinte aufbewahrt wurde), an denen sich die Mönche (die klammen Finger) wärmen konnten. Die nach alten Vorbildern restaurierten Kräutergärten begrenzen den Krankensaal, in dem die Kranken der Region versorgt wurden.

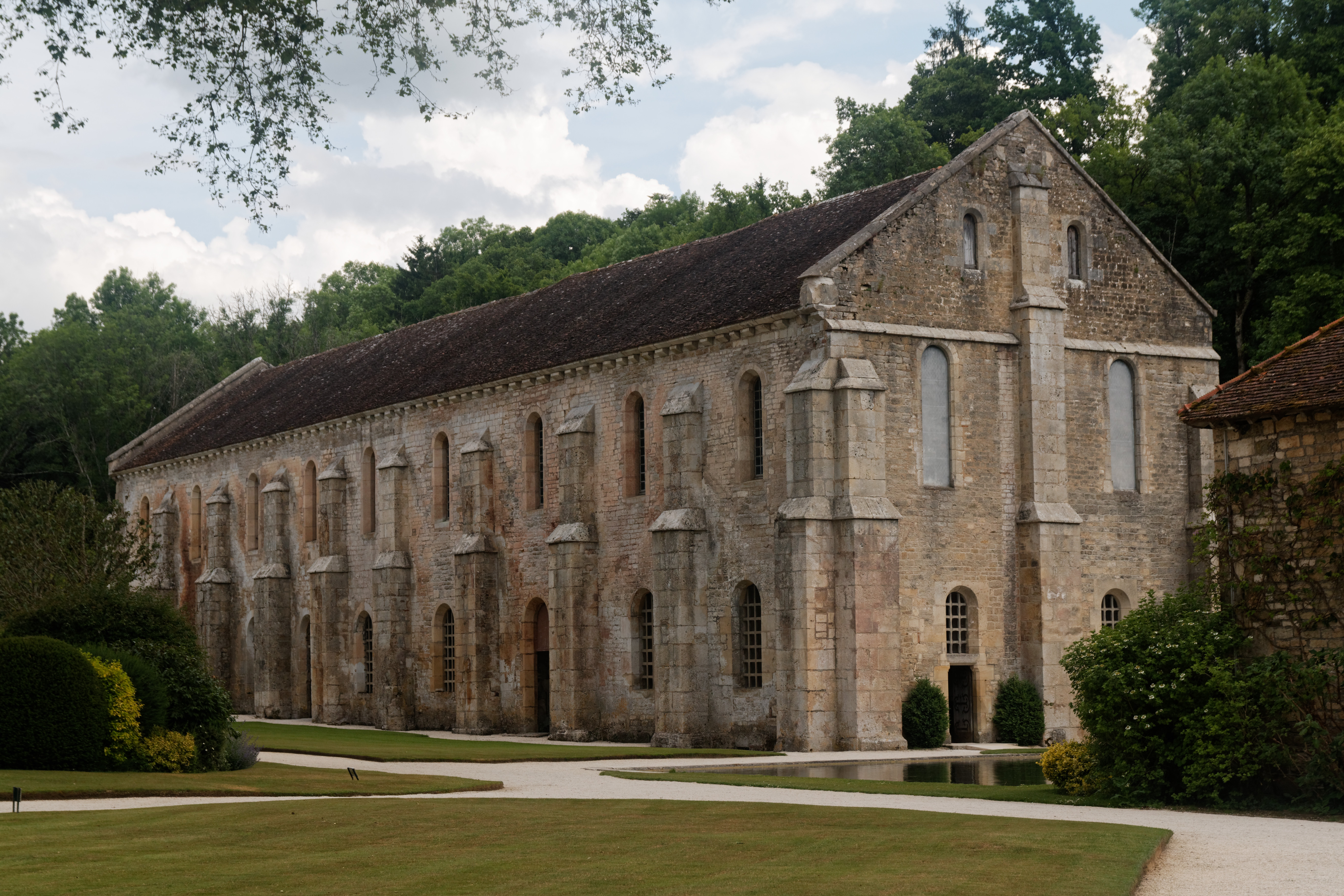
Die sogenannte „Schmiede“

Etwa 50 Meter südlich der Klausur liegt ein großes Wirtschaftsgebäude von 53,3 × 13,5 Metern Grundfläche, das traditionell häufig als Schmiede oder multifunktionaler Werkstattbau gedeutet wurde. Dafür gibt es jedoch keine baugeschichtlichen oder historischen Indizien; Architekturvergleiche legen eher eine Nutzung als klösterliches Brau- und/oder Backhaus nahe.
Im 15. Jahrhundert entstanden der kuriose Taubenturm, der auf das Jagdrecht der Mönche verwies, und der Hundezwinger. Der im verspielten Stil des Rokoko gehaltene Abtspalast aus dem 18. Jahrhundert dient heute der Familie Aynard als Wohnsitz.

## Film
- Dokumentation von Kurt Feyerabend und Werner Brüssau von 1995 in der Reihe Schätze der Welt – Erbe der Menschheit